# Gewone mijnspin
De gewone mijnspin (Atypus affinis) is een spin binnen de familie der mijnspinnen (Atypidae). Ze behoort tot het geslacht Atypus. Deze soort leeft in Europa, van het noorden van Denemarken tot Noord-Afrika. In Europa komen ze voornamelijk voor in het zuiden van Engeland, maar ook in Nederland en België. Sporadisch komt ze ook voor in het noorden van Rusland, in Zweden en Georgië.

## Uiterlijke kenmerken
De spin is zwart tot bruin van kleur en is betrekkelijk klein (de mannetjes zijn ongeveer 7 à 9 mm lang, het vrouwtje 10 à 15 mm). Zoals de andere soorten uit deze familie heeft A. affinis cheliceren (gifkaken) die parallel liggen en elkaar niet kruisen, zoals bij de meeste vogelspinnen. De gifkaken zijn vrij groot en opvallend blinkend zwart gekleurd. Uiterlijk lijkt de gewone mijnspin sterk op de kalkmijnspin, maar de juvenielen zijn meestal veel lichter gekleurd.

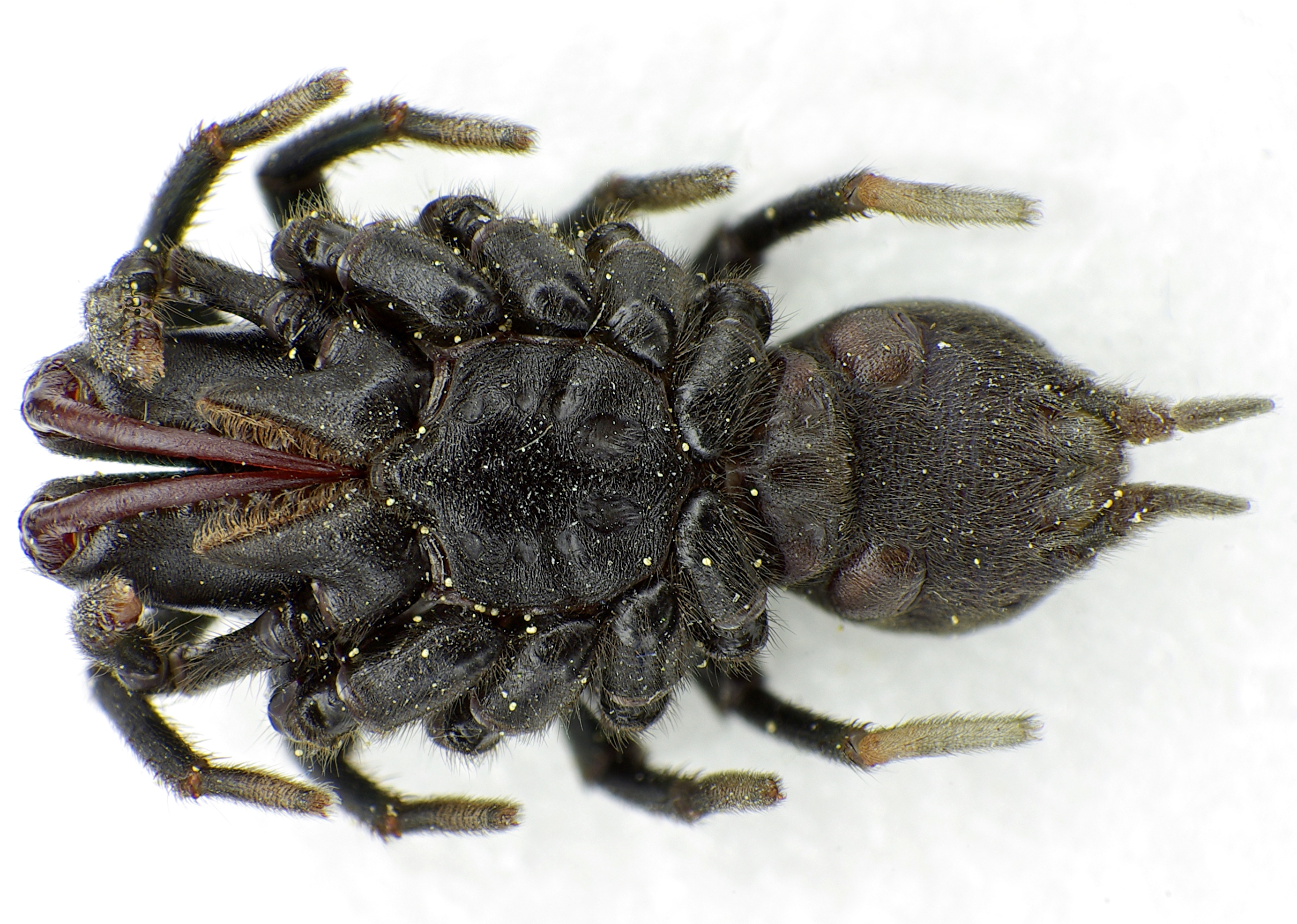
Onderzijde
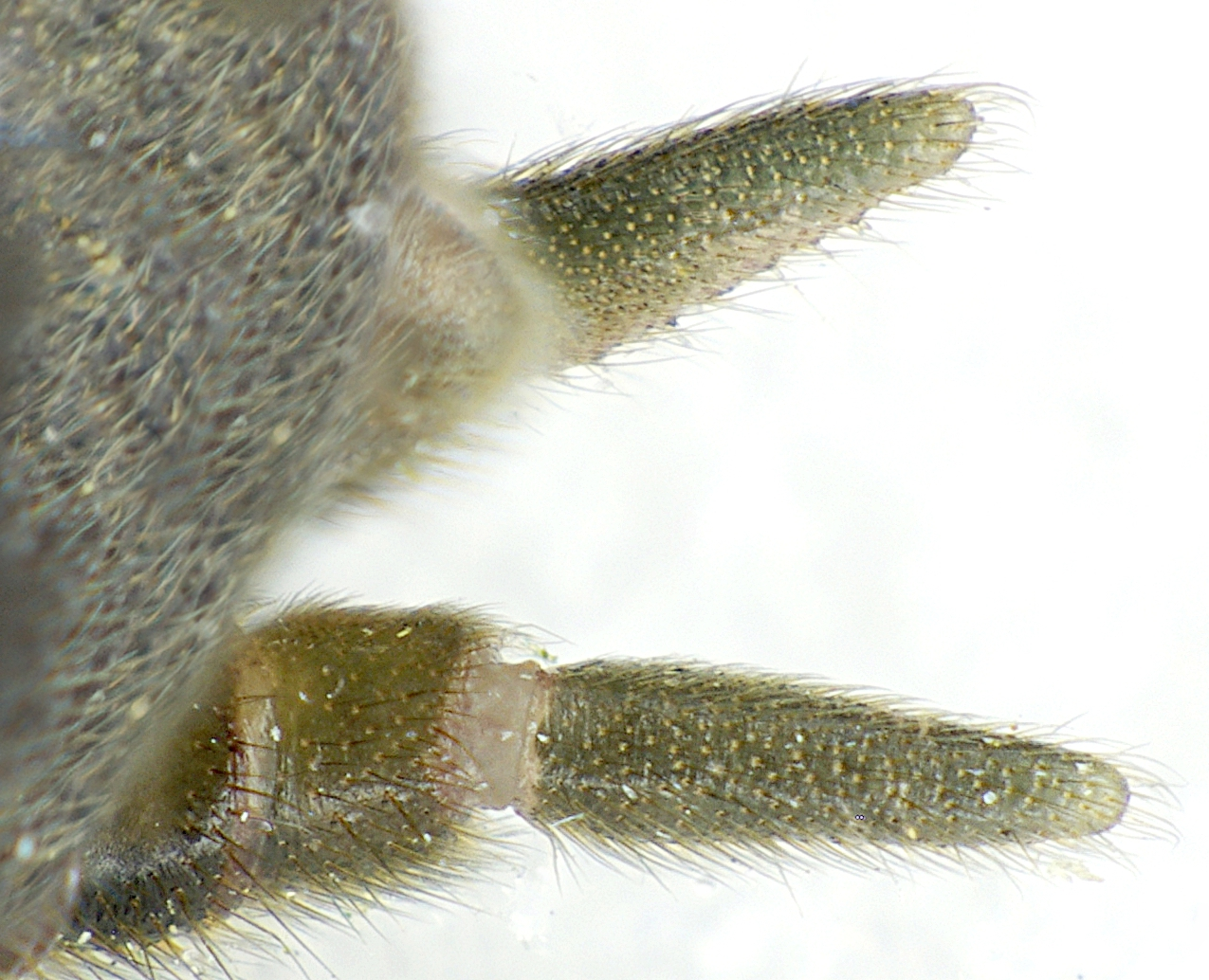
Spintepels
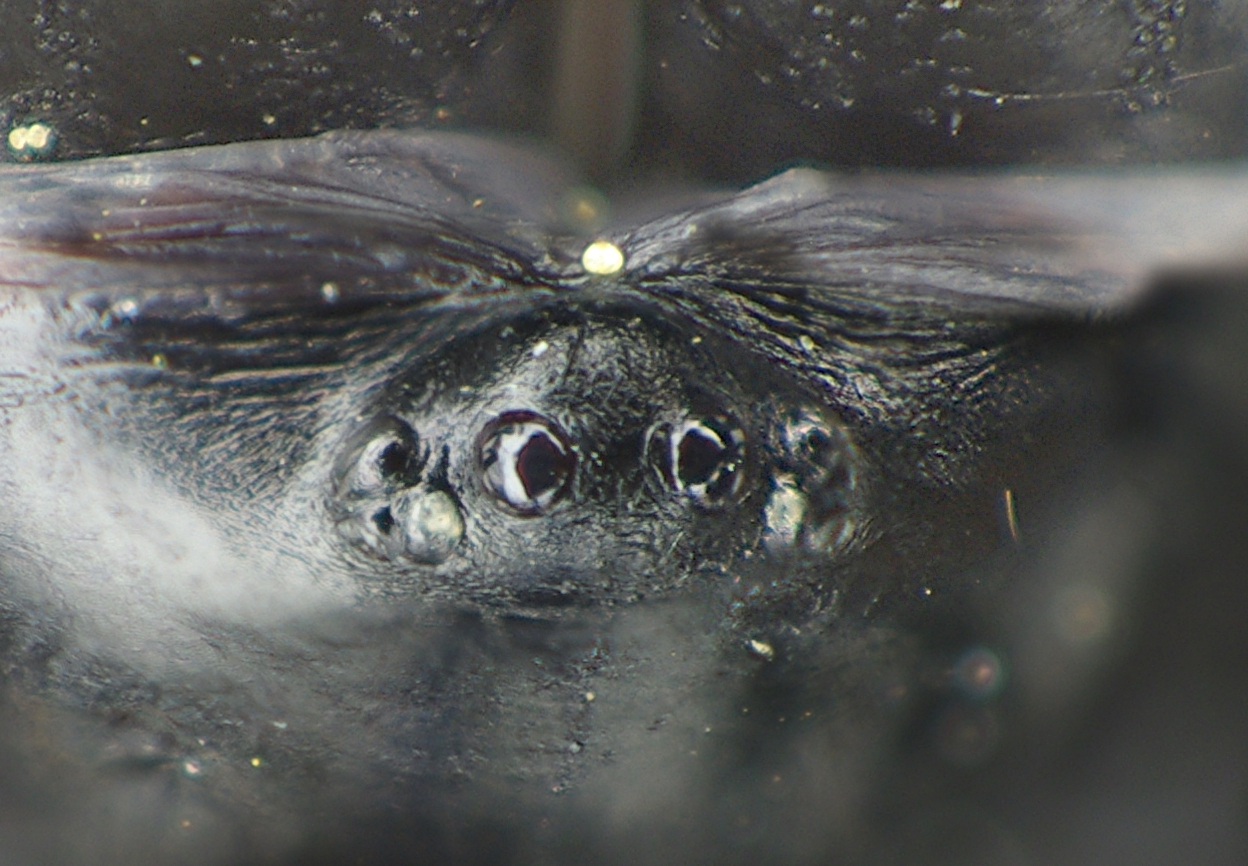
Oogheuvel
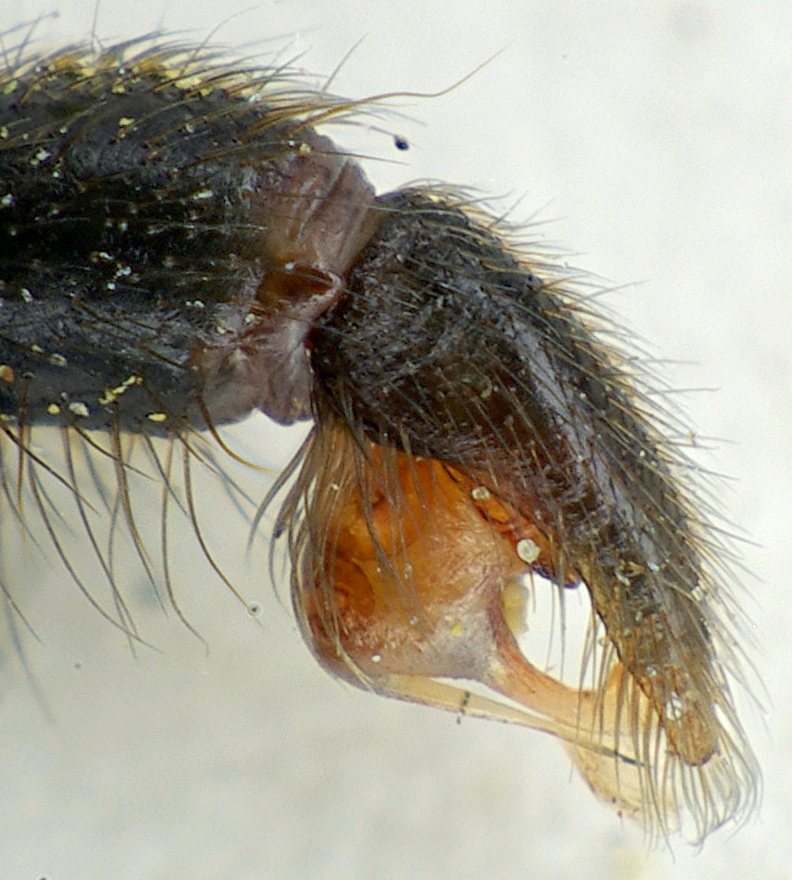
Uiteinde van de Pedipalp (tastorgaan) bij een mannelijk exemplaar
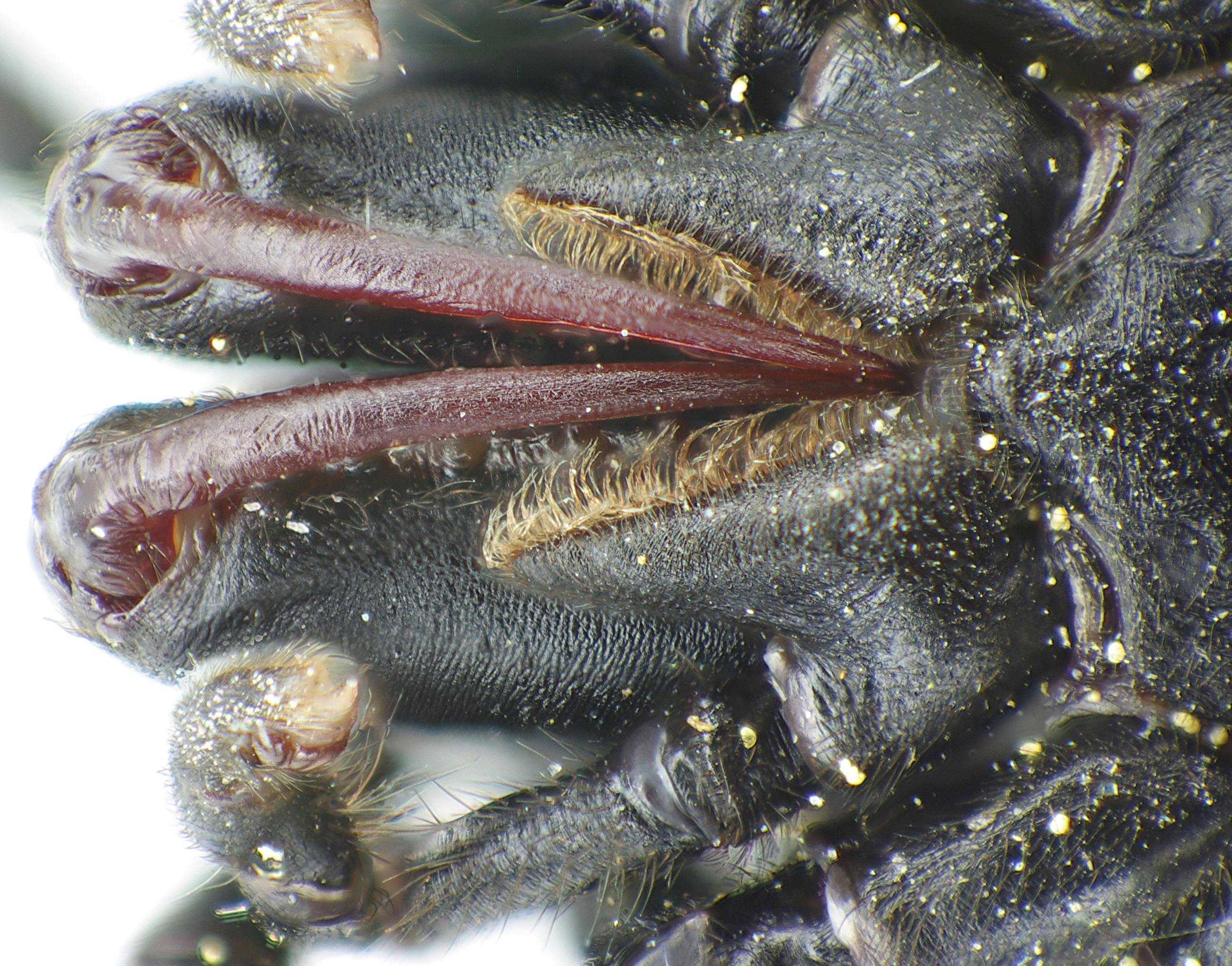
Onderzijde van de cheliceren

## Levenswijze
Deze spin heeft een vrij ongewoon web. Ze spint een soort buisachtige constructie, die deels boven en deels onder de grond ligt. De ingang wordt gecamoufleerd met bladeren, mos en allerlei dood materiaal. De spin wacht tot een insect over de ingang van de buis kruipt en slaat dan toe door razendsnel uit het hol te kruipen en het insect met de gifkaken in de buis te sleuren. Deze spinnen verlaten hun hol bijna nooit, enkel voor het eten.

### Voortplanting
De spin is seksueel volgroeid na 4 jaar. In de herfst paren ze meestal, wanneer het mannetje een geschikt vrouwtje zoekt. Hij gaat haar hol binnen en nadat ze daar gepaard hebben, sterft het mannetje meestal, omdat het vrouwtje hem doodt. Het vrouwtje legt haar eieren in een grote cocon in de graafgang. De jonge spinnetjes komen de volgende zomer uit hun ei, waarna ze nog 1 jaar bij hun moeder blijven.